# Gianni Moscon
Gianni Moscon (Trento, 20 aprile 1994) è un ciclista su strada italiano che corre per il team Red Bull-Bora-Hansgrohe.
Professionista dal 2016, Moscon è un corridore completo: forte sul passo, sul pavé e discreto in salita, può contare anche su una buona esplosività e su un ottimo spunto veloce. Campione nazionale a cronometro 2017 e 2018, era considerato uno dei migliori talenti emergenti del ciclismo mondiale.

## Carriera

### 2016: il debutto nel professionismo
Grazie alle ottime prestazioni mostrate nei tre anni da dilettante alla Zalf, Gianni Moscon viene ingaggiato dal Team Sky per la stagione 2016. Si mette subito in evidenza a inizio anno al Giro delle Fiandre e alla Parigi-Roubaix, gare nelle quali si dimostra un valido supporto per i propri capitani. Alla Settimana Internazionale di Coppi e Bartali ha la possibilità di correre da leader, arrivando terzo nella classifica finale.
Nel prosieguo della stagione ottiene i primi successi da professionista: si impone infatti nella terza tappa e nella classifica finale dell'Arctic Race of Norway. Dopo essere stato convocato dal commissario tecnico Davide Cassani per i campionati europei, si piazza sesto al Grand Prix Cycliste de Montréal. Nella rassegna continentale, alla sua prima esperienza nella nazionale italiana, è coinvolto in una caduta a pochi chilometri dal traguardo che lo taglia fuori da ogni possibilità di vittoria: conclude infatti la prova settantaseiesimo a 4'14" dal vincitore Peter Sagan.

### Dal 2017: le prime esperienze nelle corse più importanti

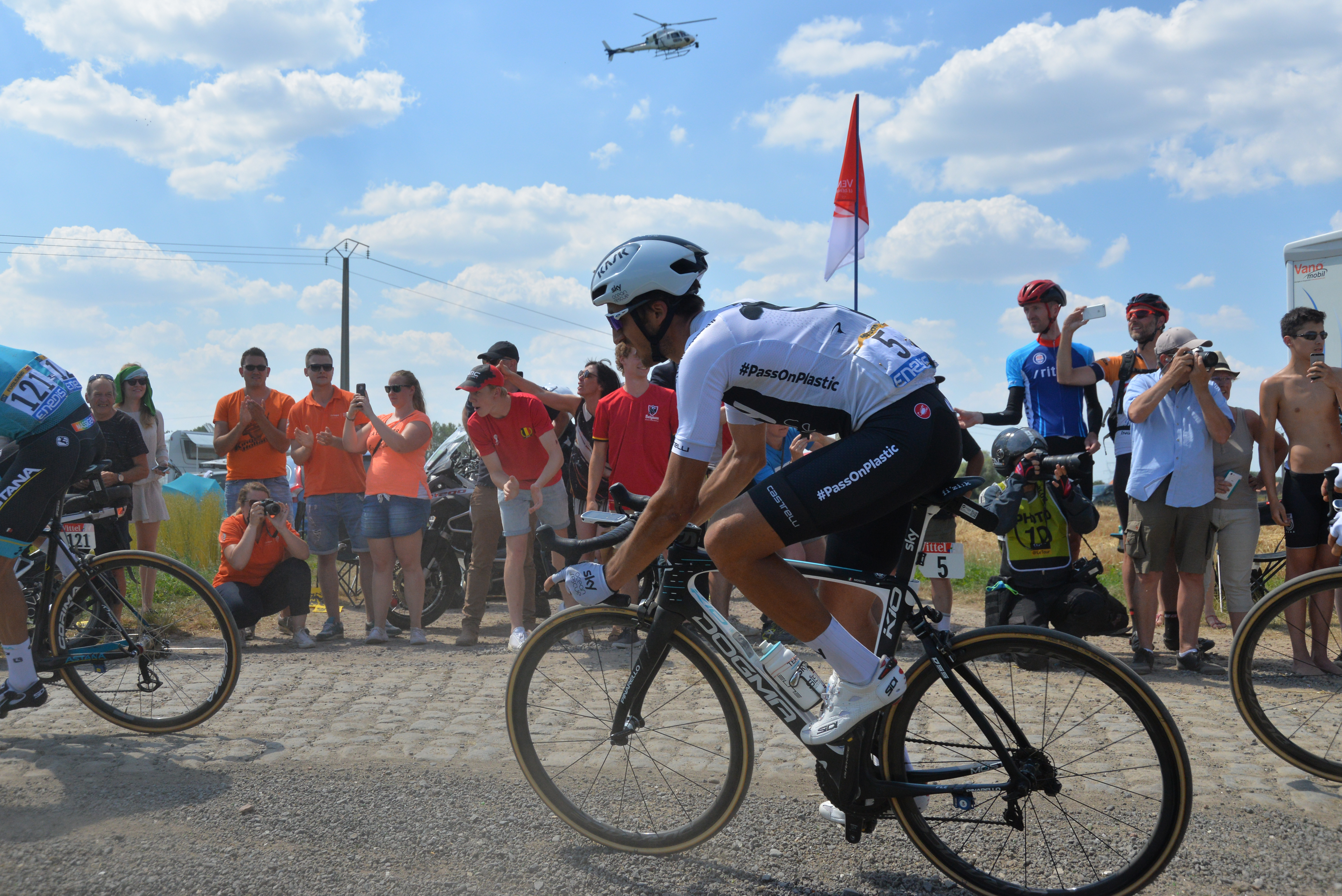
Moscon impegnato nella nona tappa del Tour de France 2018.

Nella primavera 2017, in seguito ad alcune gare di preparazione, partecipa nuovamente al Giro delle Fiandre: entra nell'azione decisiva promossa da Tom Boonen e Philippe Gilbert a circa 100 km dal traguardo, e si piazza infine quindicesimo, a 53" dal vincitore Gilbert. Corre quindi una settimana più tardi la Parigi-Roubaix, al servizio di Luke Rowe e Ian Stannard. Entrambi i capitani però non incidono, mentre Moscon riesce a rimanere con i migliori, trovando l'attacco vincente assieme a Sebastian Langeveld, Zdeněk Štybar, Greg Van Avermaet e Jasper Stuyven: con Stuyven perde però contatto dagli altri tre, riuscendo a rientrare sui battistrada solo all'interno del velodromo di Roubaix, a 400 metri dal traguardo. Stanco per il recupero lancia per primo la volata, ma viene saltato e conclude quinto, ultimo del gruppetto, regolato da Van Avermaet. A fine aprile è sospeso per sei settimane dalla squadra per aver rivolto insulti razzisti al corridore francese della FDJ Kévin Réza durante le fasi finali della terza tappa del Tour de Romandie. Tornato alle gare alla Route du Sud si mette in evidenza con un secondo posto nella tappa di montagna più impegnativa. Il 23 giugno si aggiudica il campionato italiano a cronometro con 22" su Fabio Felline e 1'36" sul campione in carica Manuel Quinziato; due giorni dopo è invece quinto nella prova in linea vinta da Fabio Aru. Corre poi la Vuelta a Burgos in appoggio al compagno Mikel Landa, scortandolo alla vittoria della breve corsa a tappe: anche in questa occasione mostra ottime qualità in salita, concludendo non lontano dai migliori negli arrivi in quota.
Debutta in un grande Giro alla Vuelta a España, come gregario di Chris Froome. Nonostante il suo ruolo, sfiora la vittoria in occasione della tredicesima tappa, quando si piazza secondo in volata alle spalle di Matteo Trentin al termine del breve strappo di Tomares. Si fa anche notare nella penultima frazione per il notevole tredicesimo posto ottenuto sul durissimo arrivo in salita dell'Angliru, a 3'16" dal vincitore Alberto Contador. Conclude la Vuelta al ventisettesimo posto della generale, vinta proprio dal proprio capitano Froome. Partecipa quindi ai campionati del mondo di Bergen, correndo in tutte le tre gare: nella cronosquadre in maglia Sky conquista la medaglia di bronzo, mentre in maglia azzurra arriva sesto nella cronometro individuale vinta da Tom Dumoulin, e ventinovesimo nella prova in linea. Nel corso di quest'ultima è l'unico a resistere all'attacco di Julian Alaphilippe nel tratto in salita all'ultimo giro, venendo ripreso assieme al francese in vista dell'ultimo chilometro; a fine gara viene tuttavia squalificato per essere stato irregolarmente trainato dall'ammiraglia a 34 km dall'arrivo nel tentativo di recuperare il tempo perduto a causa di una caduta. Nel finale di stagione partecipa alle corse del calendario italiano: quinto al Giro dell'Emilia e settimo alla Tre Valli Varesine, si presenta al via del Giro di Lombardia in ottima forma: dopo una gara all'attacco riesce a conquistare il primo podio in una classica monumento, vincendo la volata del gruppetto all'inseguimento di Vincenzo Nibali e Thibaut Pinot, dimostrando un'ottima competitività anche nelle classiche più dure.
Nel 2018 partecipa alle classiche di inizio stagione facendo secondo alle spalle di Tim Wellens al Trofeo Serra de Tramuntana del 26 gennaio; in seguito non ottiene altri risultati di rilievo, se non il quinto posto nella cronometro conclusiva della Tirreno-Adriatico. A inizio giugno disputa il Critérium du Dauphiné vincendo, con i compagni, la cronosquadre della terza frazione e vestendo per un giorno, nel corso della quinta tappa, la maglia di capoclassifica. Successivamente prende parte al Tour de France in veste di gregario di Chris Froome e Geraint Thomas: viene però espulso dalla corsa al termine della quindicesima tappa per aver tentato di colpire il ciclista della Fortuneo Élie Gesbert. Smaltita la delusione francese, si presenta in gran forma alle classiche italiane di fine stagione, vincendo il 15 settembre la Coppa Agostoni e il 19 il Giro della Toscana. Terzo il giorno seguente alla Coppa Sabatini, viene convocato da Cassani per il campionato del mondo di Innsbruck: quarto in maglia Sky nella cronosquadre, termina al quinto posto l'impegnativa prova in linea del 30 settembre. Il 4 ottobre si riconferma campione nazionale a cronometro, sopravanzando Filippo Ganna di soli 2"; cala progressivamente nelle ultime classiche autunnali, terminando diciassettesimo al Giro dell'Emilia e lontano dai migliori alla Milano-Torino, mentre al Giro di Lombardia si ritira. Termina comunque positivamente la stagione vincendo la quarta tappa e la classifica finale del Tour of Guangxi, ultima prova World Tour: sono anche i primi successi per il trentino nell'omonimo calendario.

## Palmarès

### Strada
- 2013 (Zalf-Euromobil-Désirée-Fior)

Trofeo Gavardo Tecmor
- 2014 (Zalf-Euromobil-Désirée-Fior)

Medaglia d'Oro Frare De Nardi
Piccolo Giro di Lombardia
- 2015 (Zalf-Euromobil-Désirée-Fior)

Gran Premio San Giuseppe
Gran Premio Palio del Recioto
Gran Premio Industria e Commercio Comune di Botticino
Trofeo Città di San Vendemiano
Medaglia d'Oro Domenico e Anita Colleoni
Coppa Varignana
Campionati italiani, Prova in linea Under-23
Coppa dei Laghi - Trofeo Almar
Gran Premio di San Luigi
- 2016 (Team Sky, due vittorie)

3ª tappa Arctic Race of Norway (Nesna > Korgfjellet)
Classifica generale Arctic Race of Norway
- 2017 (Team Sky, una vittoria)

Campionati italiani, Prova a cronometro
- 2018 (Team Sky, cinque vittorie)

Coppa Agostoni
Giro della Toscana
Campionati italiani, Prova a cronometro
4ª tappa Tour of Guangxi (Nanning > Mashan Nongla Scenic Spot)
Classifica generale Tour of Guangxi
- 2021 (Ineos Grenadiers, tre vittorie)

1ª tappa Tour of the Alps (Bressanone > Innsbruck)
3ª tappa Tour of the Alps (Imst > Naturno)
Gran Premio Città di Lugano

### Altri successi
- 2016 (Team Sky)

Classifica giovani Arctic Race of Norway
Classifica giovani Coppa Italia
- 2018 (Team Sky)

3ª tappa Critérium du Dauphiné (Pont-de-Vaux > Louhans-Châteaurenaud, cronosquadre)
Classifica giovani Tour of Guangxi

## Piazzamenti

### Grandi Giri
- Giro d'Italia

2021: 24º
2023: 106º
2025: 121º
- Tour de France

2018: squalificato (15ª tappa)
2019: 84º
2022: ritirato (8ª tappa)
2023: 135º
2024: 86º
2025: 105º
- Vuelta a España

2017: 27º

### Classiche monumento
- Milano-Sanremo

2017: 49º
2018: 29º
2020: 33º
2022: 101º
2024: 55º
2025: 99º
- Giro delle Fiandre

2016: 77º
2017: 15º
2018: 21º
2019: 42º
2022: ritirato
2024: 78°
- Parigi-Roubaix

2016: 38º
2017: 5º
2018: 41º
2019: 84º
2021: 4º
2023: 36º
2024: ritirato
- Liegi-Bastogne-Liegi

2017: 78º
2025: ritirato
- Giro di Lombardia

2017: 3º
2018: ritirato
2019: 19º
2020: 57º
2021: ritirato
2023: ritirato

### Competizioni mondiali
- Campionati del mondo

Ponferrada 2014 - In linea Under-23: 51º
Richmond 2015 - In linea Under-23: 4º
Bergen 2017 - Cronosquadre: 3º
Bergen 2017 - Cronometro Elite: 6º
Bergen 2017 - In linea Elite: squalificato
Innsbruck 2018 - Cronosquadre: 4º
Innsbruck 2018 - In linea Elite: 5º
Yorkshire 2019 - In linea Elite: 4º
Fiandre 2021 - In linea Elite: 58º
- UCI World Tour

UCI World Tour 2016: 116º
UCI World Tour 2017: 58º
UCI World Tour 2018: 65º
- Giochi olimpici

Tokyo 2020 - In linea: 20º

### Competizioni europee
- Campionati europei

Nyon 2014 - In linea Under-23: 33º
Plumelec 2016 - In linea Elite: 76º
Trento 2021 - In linea Elite: 30º